# نيكو لانج
نيكو لانج (بالألمانية: Nico Lange)‏ هو صحفي وأستاذ جامعي ألماني، ولد في 23 مارس 1975 في برلين في ألمانيا.